# Jacques-Joachim Trotti

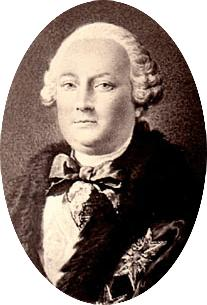
Jacques-Joachim Trotti, marqués de La Chétardie.

Jacques-Joachim Trotti, marqués de La Chétardie (3 de octubre de 1705-1 de enero de 1759), fue un diplomático francés que gestó el golpe de Estado que llevó Elizaveta Petrovna al trono de Rusia en 1741.

## Biografía
En el curso de su agitada carrera, La Chetardie fue enviado como diplomático por toda Europa: a Londres (1727), luego a Holanda y Prusia, en Rusia dos veces, y por último en Turín en 1749.
Cuando llegó a San Petersburgo en 1739, encontró que todos los cargos claves de la administración imperial estaban en manos de alemanes étnicos, contrarios a su propio país. Con el fin de contrarrestar su influencia, La Chetardie acercó a su compatriota, el Conde Lestocq, y el embajador sueco, quien estaba preparando la guerra con Rusia. Su compleja maniobra resultó en el golpe de Estado que hizo emperatriz a Isabel I de Rusia, hija de Pedro el Grande.
- Datos: Q2713359
- Multimedia: Jacques-Joachim Trotti de La Chétardie / Q2713359